# Породице грчко-цинцарског порекла у Лесковцу
Грчко-цинцарске породице у Лесковцу имале су великог удела у стварању грађанског сталежа Лесковца, најпре као преносници робе, а затим и као самостални трговци. Поуздани подаци о њима у Лесковцу потичу из 19. века мада су сигурно били присутни ту и раније. Тефтер Нишке митрополије показује да се у првој половини XVI века спомињу у Нишу што значи да је градски живаљ грчко-цинцарског порекла на југу Србије доста стара појава.
У 21. веку највећи број грчко-цинцарских породица лесковачке чаршије потпуно се србизирао. Данас постоје само њихови последњи остаци, цинцарске породице Дочић, Кражић Ђорђевић и грчке породице Ристић и Хараламовић.

## Списак породица
Према Сергију Димитријевићу по мушкој линији грчко-цинцарско порекло имале су следеће лесковачке породице:
1. Тeокаревићи, „Тукини“, индустријалци - цинцарско порекло;
2. Тодоровић Чеда, шнајдер, син Мише Кражића, кафеџије из Бојника - цинцарско порекло;
3. Наумовићи, кафеџије (кафана Македонија) - цинцарско порекло;
4. Тодоровнћ Тодор, вунар, син Димитрија Кражића кафеџије из Манојловца - цинцарско порекло;
5. Цинцар-Јанковић Јанко, сопственик млина, (подигао млин Стојиљковића) - цинцарско порекло;
6. Кржалићи, кафеџија, деда Таса имао је брата Тому "Грчког“ који је живео у Власотинцу;
7. Димитријевић Таса „Претседникови“ - грчко порекло;
8. Трандафиловићи - грчко порекло;
9. Хаџи-Костић Гира, (синови Дина, Милан и Јован) и Џоне (синови Таса и Пера) - грчко порекло;
10. Хаџи-Костићи Миче и Горча, браћа од стрица број 9 - грчко порекло;
11. Поповићи „Попа-Наћини“ - грчко порекло;
12. Јоргаћевић Горча и Петар, синови Костадина терзије - грчко порекло;
13. Цветановић Гаћа и Taћa, обућари, отац Jopгаћ - цинцарско порекло;
14. Калуђеровић Климентије, син пoп Јанићија - грчко порекло;
15. Јовановић Јања, кафеџија и бивши власник млина у Печењевцу - грчко порекло;
16. Хараламовићи „Андонови“ - грчко порекло;
17. Ристићи, кафеџије - грчко порекло;
18. Дочић, индустријалац - цинцарско порекло;
19. Кражићи, гвожђарска радња - цинцарско порекло;
20. Ђорђевић Микал, гвожђари - цинацарско порекло;
21. Паскаљевићи, кафеџије - грчко порекло;
22. Никола Ђорђевић „Мантин“, кафеџија - грчко порекло;
23. Божа Ђорђевић „Грче“, столар - грчко порекло;
24. Љотић Тодор „Љота“, кафеџија - грчко порекло;
25. Штеровић Ставра и Васил, кречари - грчко порекло;
26. Димитријевић Коста „Дамић“ - грчко порекло;
27. Јовановић Ванђел, пољак - грчко порекло;
28. Панајотовићи - грчко порекло;
29. Џибаревић Манча, стари књижар - грчко порекло;
30. Жишић Михајло, обућар - цинцарско порекло;
31. Костић Тодор „Костаћ“, син Костаћа - грчко порекло;
32. Аргировић Мита, трговац - грчко порекло;
33. Костић Митка „Грче“, содаџија - грчко порекло;
34. Михајловић Славко „Микалаћ“ - грчко порекло;
35. Ђуринчић Мика, извозник стоке - грчко порекло;
36. Гичић, индустријалац - цинцарско порекло;
37. Христодул Јовановић, трговац - грчко порекло;
38. Јовановић Груја, пекар, досељен 1877. године - цинцарско порекло;
39. Живковић Јосиф „Манин“, отац Петраћко, мумџија - грчко порекло;
40. Губеровић Тане, трговац - грчко порекло;
41. Јован Стојановић „Тукарче“, деда Теокар, терзија - грчко порекло;
42. Енглезовићи - грчко порекло;
43. Николић Гавра и Наћа „Стамболкини“, обућари - грчко порекло;
44. Костић Митка „Гирчић“ - грчко порекло;
45. Гирићи Мика, Петар, Лаза и Љуба, отац Гира - грчко порекло;
46. Трајко Тонић, бакалин и кафеџија - грчко порекло;
47. Мика „Џамил“, бритвар - грчко порекло.[3]

По женској линији овој групи припадају и породице: Мазнићи, Анџиски, Тонкићи, Мицанови, Хаџи-Митићи, Хаџи-Васиљкови, Бегини, Поп-Гаврини и други.